# Citizen of Glass
Citizen of Glass er det tredje studiealbum fra den danske singer-songwriter Agnes Obel, der udkom den 21. oktober 2016. Albummet modtog fem ud af seks stjerner i musikmagasinet GAFFA.

## Spor
1. "Stretch Your Eyes"
2. "Familiar"
3. "Red Virgin Soil"
4. "It's Happening Again"
5. "Stone"
6. "Trojan Horses"
7. "Citizen Of Glass"
8. "Golden Green"
9. "Grasshopper"
10. "Mary"